# Різдвяні вогні

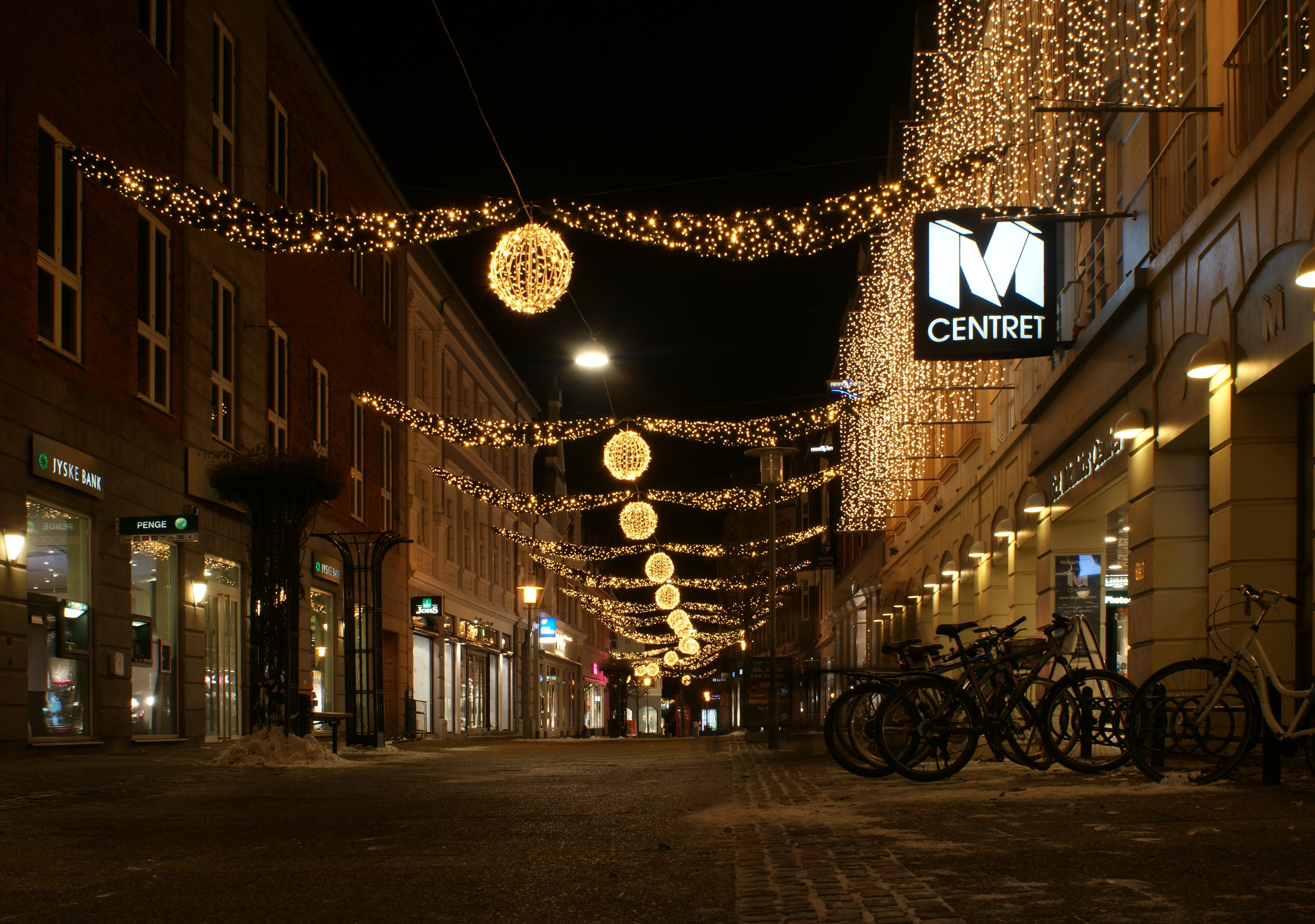

Різдвяні вогні — вогні, які використовуються як прикраса на Різдво.
За традицією використовували свічки, щоб прикрасити ялинки в будинках вельмож в 18-столітті в Німеччині. Виставляти різдвяні ялинки публічно і прикрашати електричними вогнями стало популярно на початку 20 століття.
До середини 20-го століття звичайним явищем стало вивішувати ряди електричних вогнів, як різдвяні прикраси, окремо від ялинки, уздовж вулиць і будівель.
У Сполучених Штатах оздоблення приватних будинків, присадибних ділянок такими різдвяними вогнями стало дуже популярним явищем, починаючи з 1960-х років.
До кінця 20-го століття, звичай також поширився в країнах Азії та Близького Сходу, зокрема в Японії.

## Історія

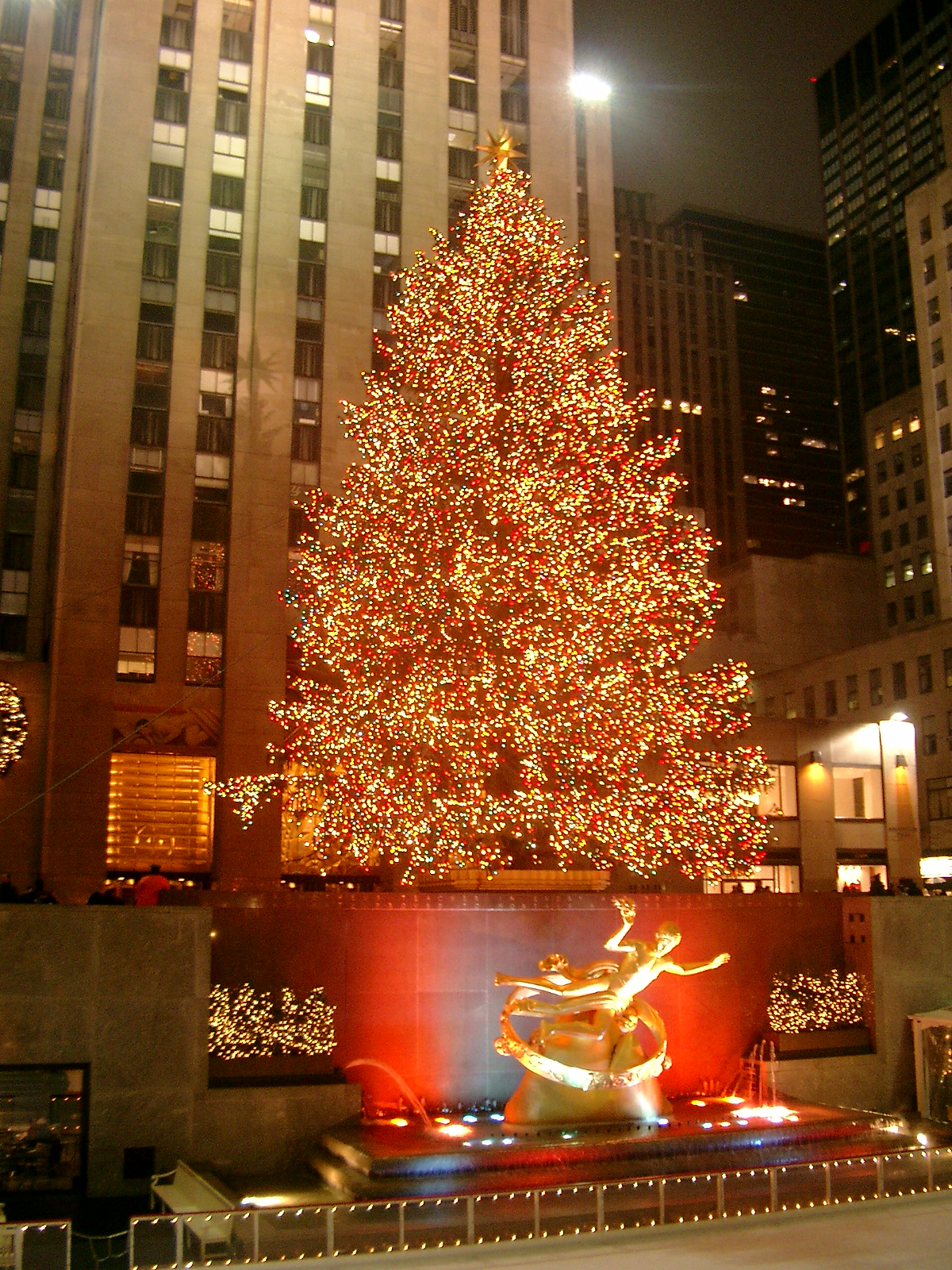
Ялинка Рокфеллер-центру

За традицією використовували свічки, щоб прикрасити ялинки, в будинках вельмож в 18-столітті в Німеччині, які, на той час, були порівняно дорогим джерелом світла.
Свічки для дерева були приклеєні розплавленим воском до гілки дерева або прикріплені скобами. Приблизно в 1890 році свічники вперше були використані для різдвяних свічок. Між 1902 і 1914 роками, почали використовуватися невеликі ліхтарі і скляні кулі, щоб підтримувати свічки.
Перші електричні різдвяні вогні були введені з початком електризації, з 1880-х років.
За часів правління королеви Вікторії, в Об'єднаному Королівстві вигадали прикрашати різдвяну ялинку вогниками, і завдяки еміграції це явище поширилося Північною Америкою та Австралією. У своєму щоденнику на Різдво 1832 року, 13-річна княгиня писала у захваті: «Після обіду .. ми тоді пішли у вітальні, яка біля обідньої зали. Там було два великих круглих стола, на яких стояли два дерева, обвішані вогнями і прикрасами з цукру. Всі подарунки лежали навколо дерев».
До розвитку недорогої електроенергії, в середині дев'ятнадцятого століття, використовувалися мініатюрні свічки зазвичай (в деяких культурах й досі).
У Великій Британії електричні різдвяні вогні, як правило, відомі як «казкові вогні». У 1881 році, Театр Савой в Лондоні вперше був освітлений повністю за допомогою електрики. Сер Джозеф Свон, винахідник лампи розжарювання, що поставляються близько 1200 Swan ламп розжарювання, а рік потому, власник Savoy Richard D'Oyly Carte обладнаний основною феї з мініатюрними освітлення, надані Swan United Company лампи електричні, для відкриття вночі опери Гілберта і Саллівана Іоланта 25 листопада 1882.
Різдвяні вогні були занадто дорогими для середньостатистичної людини; з 1930 року більшість замінили свічки електричними вогниками.
З 1904 року в Сан-Дієго, в Епплтоні, Вісконсин, в 1909 році, в Нью-Йорку з 1912 року були вперше зареєстровані випадки використання різдвяних вогнів на вулиці.

## Галерея

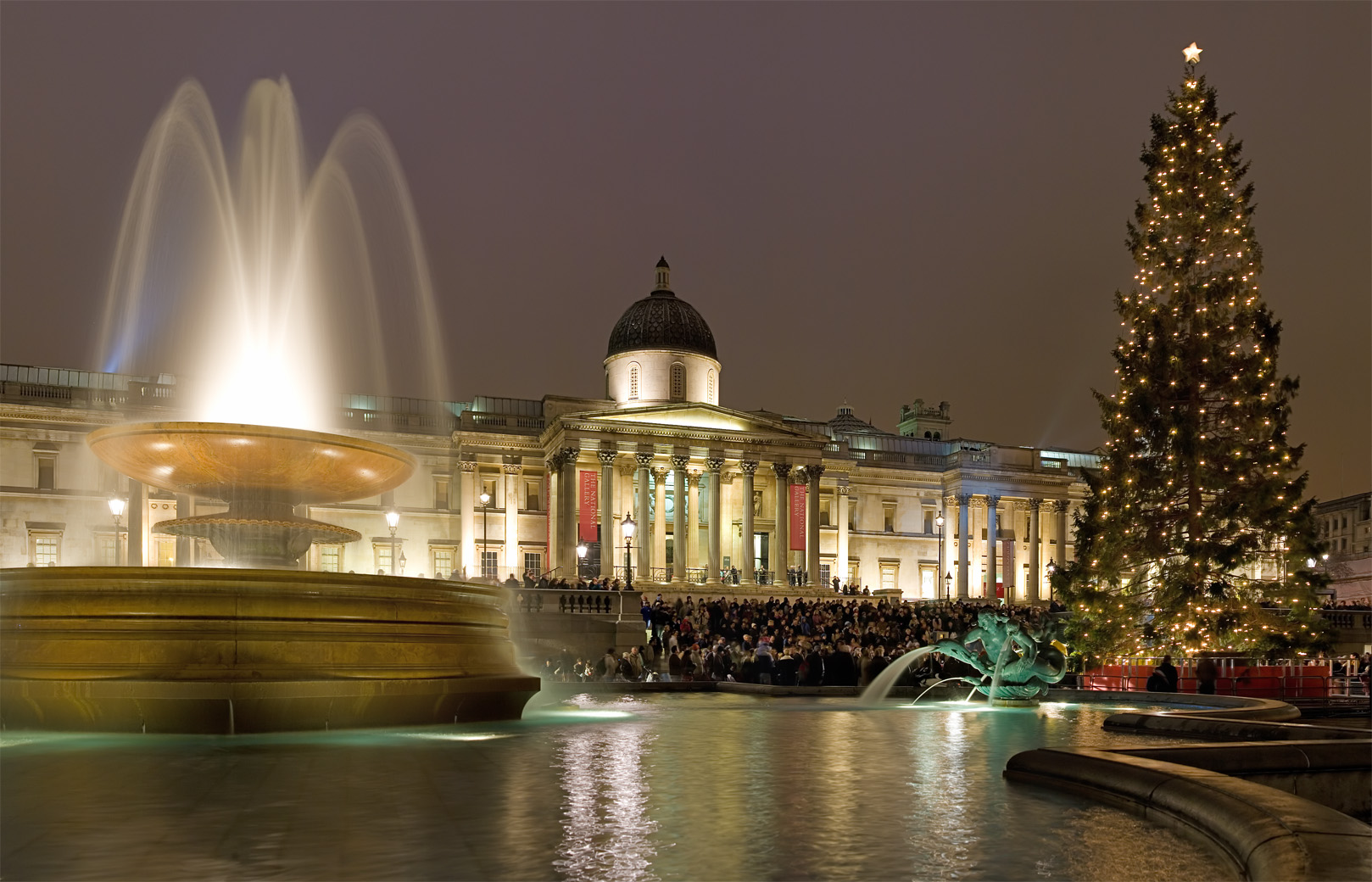
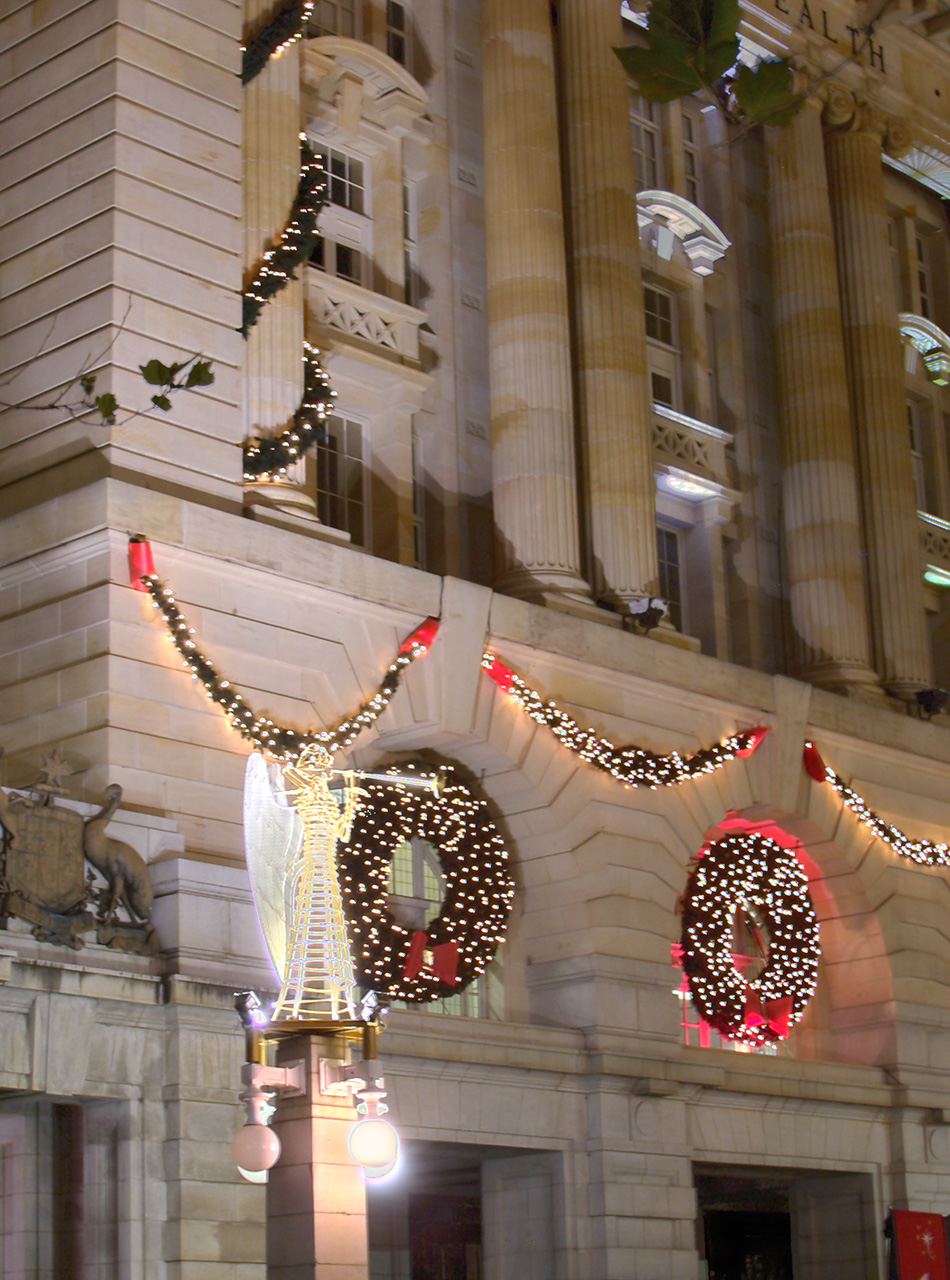
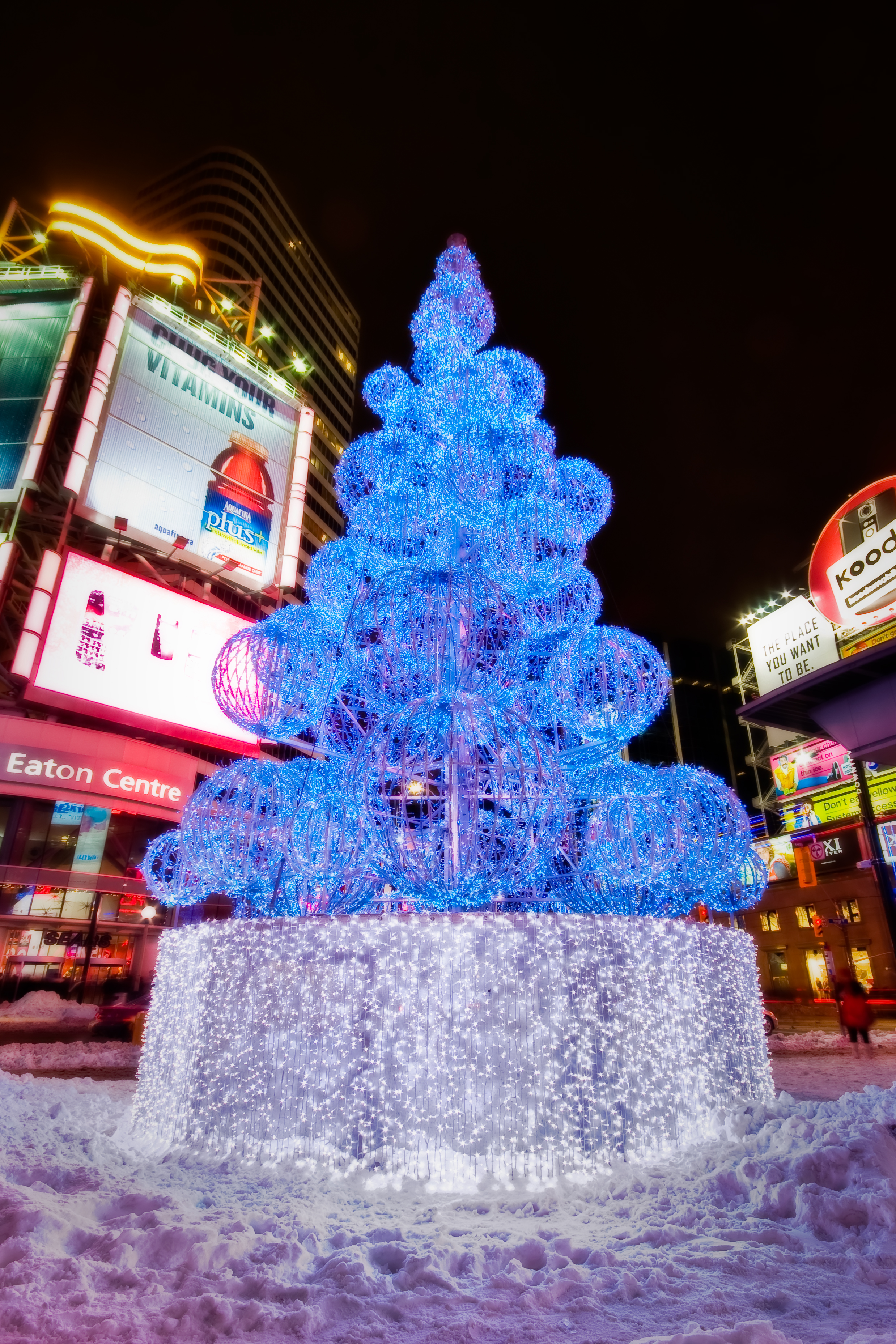
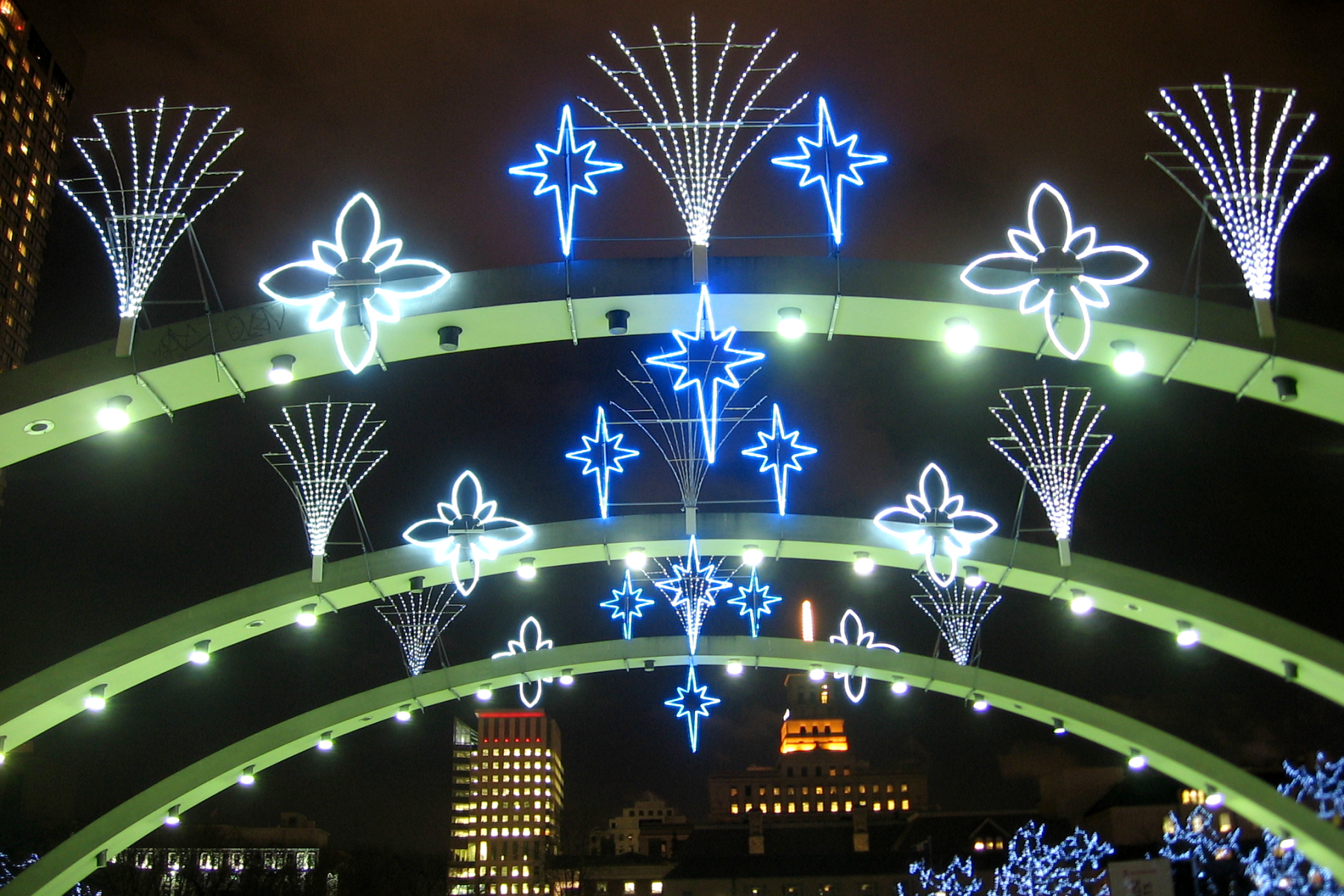
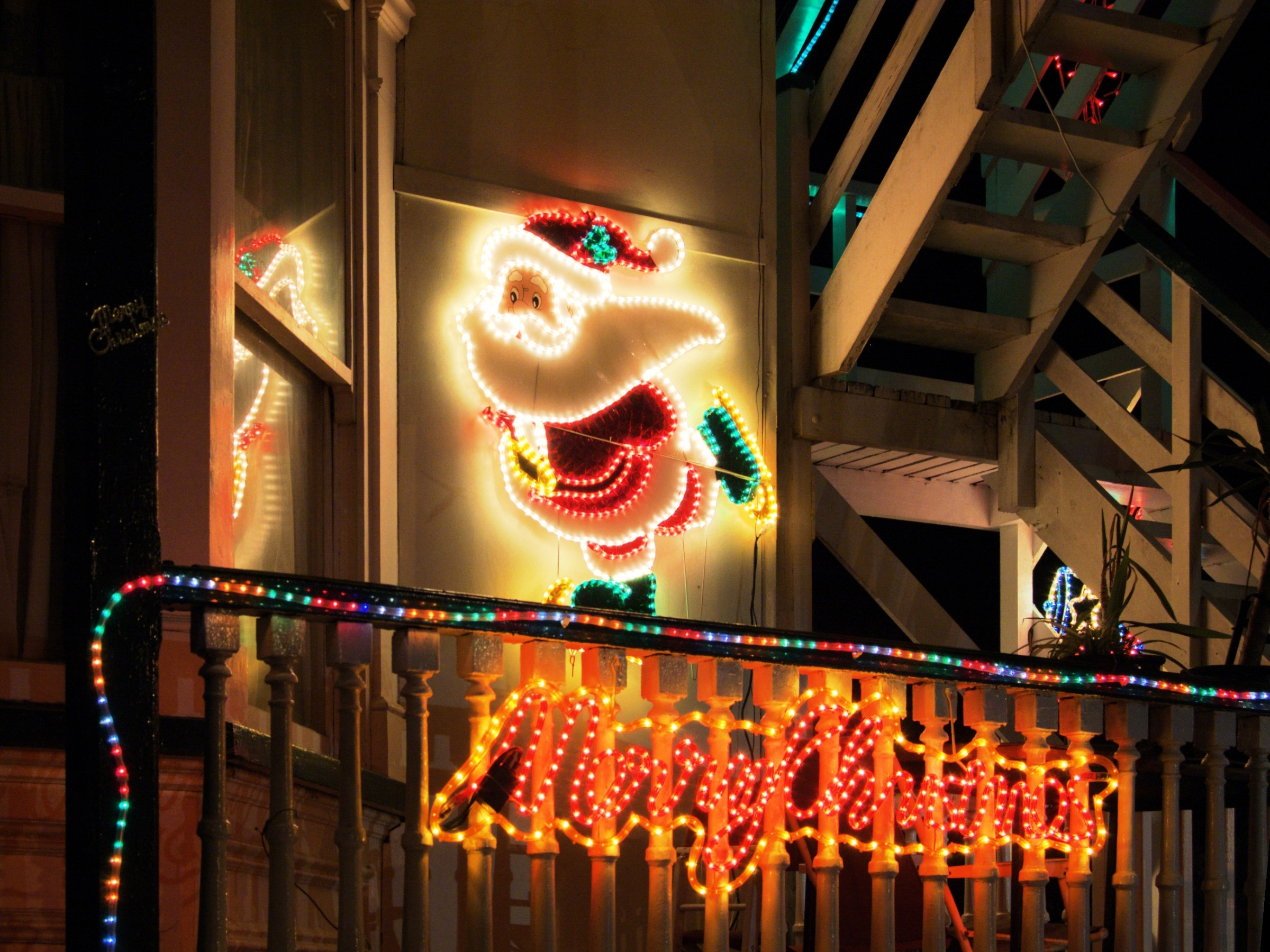
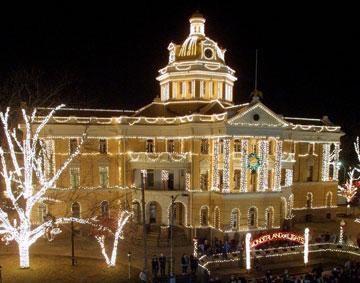
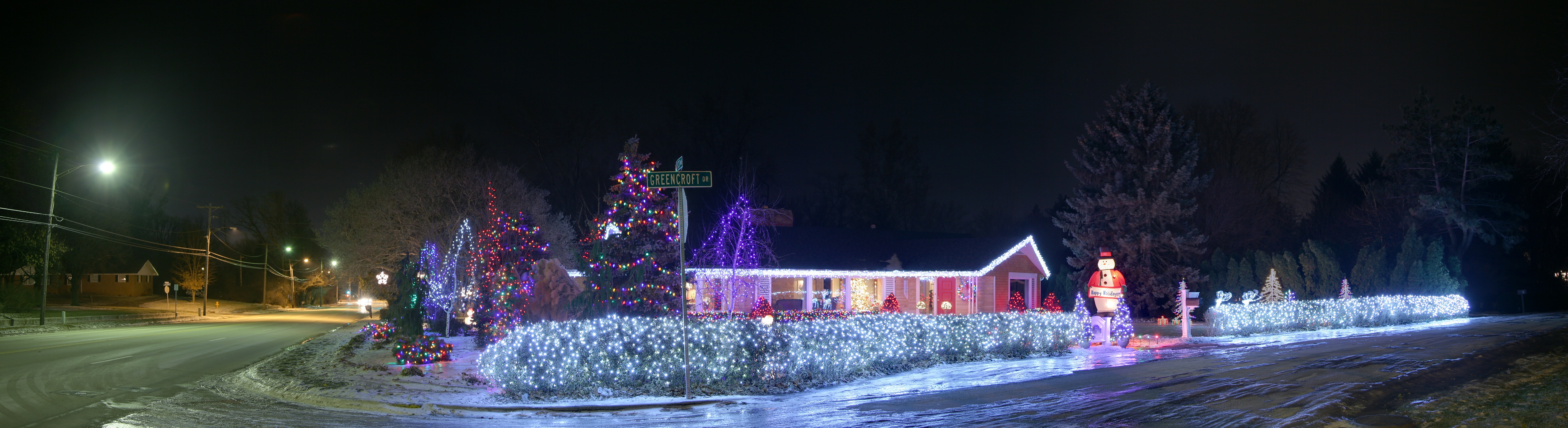